# Хэррингтон, Адам
Адам Джон Хэррингтон (англ. Adam John Harrington; род. 26 ноября 1972, Гамильтон, Канада) — канадский актёр. Получил известность благодаря роли Итана Конанта в сериале «Тайный Круг», а также озвучиванию компьютерных игр «L.A. Noire», «Battlefield Hardline» и «God of War».

## Биография
Адам Хэррингтон родился 26 ноября, 1972 года в Гамильтоне, Онтарио, Канада. Позже переехал с семьёй в Берлингтон, где вырос и обучался в Burlington High School. До того, как стал актёром, получил степень магистра в области морской биологии. Карьеру актёра начал в 1996 году.

## Карьера
В конце 90-х активно снимался в телесериалах. В 2000 году состоялся кинодебют Адама в фильме «Ханжа», после чего актёр переехал в Лос-Анджелес, США. В 2011 году озвучивал Роя Эрла в игре «L.A. Noire». В 2015 озвучивал роль Тайсона Лэтчфорда в игре «Battlefield Hardline». С его внешности срисовывался один из персонажей игры «Remothered».
В феврале 2024 года получил роль «Джаггера» Кейтса в мыльной опере «Главный госпиталь».

## Фильмография
| Год       |    | Русское название           | Оригинальное название          | Роль                                   |
| --------- | -- | -------------------------- | ------------------------------ | -------------------------------------- |
| 1997      | ф  | Рана                       | Wounded                        | фельдшер скорой помощи                 |
| 1998      | с  | На волне успеха            | Breaker High                   | Серж                                   |
| 1998      | с  | Вайпер                     | Viper                          | новый водитель                         |
| 1999      | с  | Ворон: Лестница в небо     | The Crow: Stairway to Heaven   | Брок Дрэйвен / Призрачный Солдат       |
| 2000      | с  | Секретные агенты           | Secret Agent Man               | доктор Челтон                          |
| 2000      | ф  | Ханжа                      | Sanctimony                     | Хэнк                                   |
| 2001      | ф  | День святого Валентина     | Valentine                      | Джейсон Маркетт                        |
| 2003      | ф  | Дом Мёртвых                | House of the Dead              | агент AMS Томас Роган                  |
| 2004      | ф  | В шоу только девушки       | Connie and Carla               | симпатичный парень                     |
| 2004—2005 | с  | Близкие друзья             | Queer as Folk                  | молодой актёр Коннор Джеймс            |
| 2005      | с  | Тайны Смолвиля             | Smallville                     | доктор Литвак (нейрохирург)            |
| 2006      | тф | Рейс 93                    | Flight 93                      | «Дикси», военный лётчик                |
| 2008      | ф  | Пашендаль: Последний бой   | Passchendaele                  | полковник Ормонд                       |
| 2009      | ф  | Голая правда               | The Ugly Truth                 | Джек Магнум                            |
| 2010      | с  | Декстер                    | Dexter                         | агент ФБР Уолкер                       |
| 2011      | ф  | Лица в толпе               | Faces in the Crowd             | Брайс #8                               |
| 2011—2012 | с  | Тайный Круг                | The Secret Circle              | Итан Конант                            |
| 2012      | с  | Касл                       | Castle                         | ведущий танцевального шоу Брэд Мелвилл |
| 2012—2013 | с  | Доктор мафии               | The Mob Doctor                 | агент Оуэн Йорк                        |
| 2012—2013 | с  | C.S.I.: Место преступления | CSI: Crime Scene Investigation | серийный убийца Рональд Басдерик       |
| 2013—2014 | с  | Сверхъестественное         | Supernatural                   | ангел Бартоломей                       |
| 2016      | с  | Сумеречные охотники        | Shadowhunters                  | Майкл Вэйланд                          |
| 2016      | с  | Дурная слава               | Notorious                      | Брайан Фэррингдон                      |
| 2019      | с  | Морская полиция: Спецотдел | NCIS                           | командир береговой охраны Сэм Хендрикс |
| 2020—2021 | с  | Босх                       | Bosch                          | агент ФБР Джек Бреннер                 |
| 2020—2021 | с  | Пожарная часть 19          | Station 19                     | Лейн Бишоп                             |
| 2021      | ф  | Дьявол в деталях           | The Little Things              | Грег Альбертс                          |
| 2022      | с  | Линкольн для адвоката      | The Lincoln Lawyer             | Джефф Траммелл                         |
| 2024      | с  | Палм-Рояль                 | Palm Royale                    | агент Стивенс                          |
| 2024      | с  | Главный госпиталь          | General Hospital               | Джон «Джаггер» Кейтс                   |
| 2025      | с  | Последний отсчёт           | Countdown                      | Тим Кармайкл                           |